# Claudia Ruggerini
Claudia Ruggerini (n. Milán, Reino de Italia; 1 de febrero de 1922 - m. Roma, Italia; 4 de junio de 2016) y también conocida como 'Marisa' fue una partisana, activista, médica y neuropsíquiatra italiana que durante la Segunda Guerra Mundial se unió al Partido Comunista Italiano para derrocar al gobierno fascista de Benito Mussolini en julio de 1943 y así liberar al país y de nueva cuenta refundar nuevamente este partido político importante de la nación.

## Biografía y activación política
Claudia Ruggerini nació en Milán, antiguo reino
italiano (hoy Italia) en 1922. Su padre era parte en ese entonces del partido comunista italiano en aquel tiempo.
Tuvo contacto con el comunismo desde muy joven, su padre llevaba 12 años en el comunismo pero por razones políticas, fue retirado del trabajo ferroviario y asesinado más tarde por los fascistas cuando Mussolini empezó a gobernar ilegalmente. Comenzó a estudiar medicina en 1942 y conoció a varios estudiantes antifascistas allí. En julio de 1943 conoció al líder comunista Antonio D'Ambrosio y comenzó a militar en el clandestino Partido Comunista de Nápoles.
Durante la Segunda Guerra Mundial luchó con resistencia en Val d'Ossola y fue miembro de la 107 ° Brigada Garibaldi . Mantuvo el cuerpo de Eugenio Curiel, el fundador de la Fronte della Gioventù , almacenado en la escuela de medicina hasta el día de la liberación. 
Finalmente falleció el día 4 de junio del 2016 en su casa de Roma, Italia por causas naturales.